# Ricardo Castro Herrera
Ricardo Castro Herrera (ur. 7 lutego 1864 w Durango, zm. 27 listopada 1907 w Meksyku) – meksykański kompozytor i pianista.

## Życiorys
W latach 1877–1883 studiował w Conservatorio Nacional de Música w Meksyku. Jego nauczycielami byli Juan Salvatierra, Julio Ituarte i Melesio Morales. W 1883 roku reprezentował swój kraj na uroczystościach ku czci Simóna Bolívara w Wenezueli, gdzie wykonał skomponowane przez siebie Aires nacionales mexicanos. W 1885 roku odbył tournée po Stanach Zjednoczonych, gdzie wystąpił na Cotton Festival w Nowym Orleanie i koncertował w Filadelfii, Nowym Jorku oraz Waszyngtonie. Po powrocie do kraju występował jako solista i kameralista, komponował i uczył muzyki. Brał udział w tworzeniu Sociedad Filarmónica Mexicana oraz Sociedad Anónima de Conciertos. W 1900 roku objął klasę kompozycji w Conservatorio Nacional de Música. Lata 1902–1906 spędził w Europie, gdzie koncertował w Paryżu, Londynie, Berlinie, Brukseli i Antwerpii. W styczniu 1907 roku, na kilka miesięcy przed śmiercią, otrzymał posadę dyrektora Sociedad Filarmónica Mexicana.
Zmarł w wieku 43 lat na zapalenie płuc. Po śmierci Castro ogłoszono w Meksyku żałobę narodową i ustanowiono nagrodę jego imienia dla najlepszych twórców operowych.

## Twórczość
Skomponował m.in. dwie symfonie (1883, 1887), koncert wiolonczelowy (1902), koncert fortepianowy (1904), Caprice-valse na fortepian i orkiestrę (1901), ponadto szereg utworów na fortepian i opery (w tym Atzimba, 1900 i La leyenda de Rudel, 1906).
Uznawany jest za jednego z najwybitniejszych kompozytorów meksykańskich przełomu XIX i XX wieku. Jego opery, w których tradycyjny podział na akty zastąpiony został podziałem na epizody, zapewniły sobie trwałe miejsce na scenach meksykańskich teatrów operowych. W utworach fortepianowych Castro zauważalny jest silny wpływ muzyki Chopina i Schumanna.